# Mansoura (Bordj Bou Arreridj)
Pour l’article ayant un titre homophone, voir Mansourah.
Mansoura (en arabe : منصورة, en berbère : ⵎⴰⵏⵙⵓⵔⴰ) est une commune de la wilaya de Bordj-Bou-Arreridj en Algérie. Elle est le chef-lieu de la daïra de Mansoura.

## Géographie

### Localisation
Se trouvant à 147 km à l'est d'Alger et 88 km à l'ouest de Sétif, Mansoura se situe dans la plaine de la Medjana, entre la commune de Teniet En Nasr au Nord et Hammam Dhalaa au Sud.
| Ouled Sidi Brahim | Teniet En Nasr                 |                  |
| El Mhir           | Mansoura                       | Medjana El Achir |
|                   | Hammam Dhalaa Wilaya de M'Sila | Ksour            |

### Reliefs
Au sud de la commune se trouve la chaine montagnieuse de Djebel Mansoura qui culmine à 1836 m, il s'agit du plus haut sommet de la wilaya de Bordj-Bou-Arreridj. Au nord se trouve la chaine montagnieuse des Bibans dont le pic culmine à 1 832 m.

## Démographie
Selon le recensement général de la population et de l'habitat de 2008, la population de la commune de Mansoura est évaluée à 21 280 habitants contre 6 421 en 1977 :
| 1977  | 1987   | 1998   | 2008   | 2012   |
| ----- | ------ | ------ | ------ | ------ |
| 6 421 | 10 478 | 20 044 | 21 280 | 22 117 |